# あだちあさみ (絵本作家)
あだち あさみは、新潟県・新潟市出身の絵本作家・デザイナー・イラストレーター。シロイオナカデザイン代表。

## 概要
新潟市の絵本作家、イラストレーター、デザイナー。2015年、絵本「おむすびちゃん」で絵本作家デビュー。
現在、新潟県内で幼児期家庭教育学級・講師をつとめ子供向けのワークショップなどの活動をしている。

## 著書
- あだちあさみ『おむすびちゃん』新潟日報事業社、2015年11月22日。ISBN 978-4861326172。
- あだちあさみ『おむすびちゃん おすしまのだいぼうけん』新潟日報事業社、2018年11月1日。ISBN 978-4861326974。
- あだちあさみ『おむすびちゃんのハッピーバースデー』新潟日報事業社、2019年10月24日。（名入れ絵本）[4]
- あだちあさみ『おおきなくるみ』くるみの森書房[5]
- あだちあさみ『ポルコポルタポッチのひみつちょきんばこ』新潟ろうきん女性応援プロジェクト
- あだちあさみ『いもジェンヌちゃんとひみつのおしろ』JA新潟みらい
- あだちあさみ『おむすびちゃんのクリスマス』新潟日報事業社
- あだちあさみ『カジレンジャーとまぼろしのひめさゆり』三条商工会議所青年部
- あだちあさみ『とうだいデパート』新潟三越伊勢丹。ISBN 978-4-9913983-0-8。